# Nicky Grist
Nicholas Grist dit Nicky Grist, né le 1er novembre 1961 à Ebbw Vale au Pays de Galles, est un copilote de rallye britannique.  

## Palmarès
Il compte 21 victoires en championnat du monde des rallyes, et a navigué entre autres avec Juha Kankkunen (4 premières victoires) et Colin McRae.

### Victoires en championnat du monde des rallyes
| #  | Saison | Rallye                        | Pays        | pilote         | Voiture                         |
| -- | ------ | ----------------------------- | ----------- | -------------- | ------------------------------- |
| 1  | 1993   | 13e Rallye d'Argentine        | Argentine   | Juha Kankkunen | Toyota Celica Turbo 4WD (ST185) |
| 2  | 1993   | 6e Rallye d'Australie         | Australie   | Juha Kankkunen | Toyota Celica Turbo 4WD (ST185) |
| 3  | 1993   | 49e Rallye de Grande-Bretagne | Royaume-Uni | Juha Kankkunen | Toyota Celica Turbo 4WD (ST185) |
| 4  | 1994   | 28e Rallye du Portugal        | Portugal    | Juha Kankkunen | Toyota Celica Turbo 4WD (ST185) |
| 5  | 1997   | 45e Rallye Safari             | Kenya       | Colin McRae    | Subaru Impreza WRC 97           |
| 6  | 1997   | 41e Tour de Corse             | France      | Colin McRae    | Subaru Impreza WRC 97           |
| 7  | 1997   | 39e Rallye Sanremo            | Italie      | Colin McRae    | Subaru Impreza WRC 97           |
| 8  | 1997   | 10e Rallye d'Australie        | Australie   | Colin McRae    | Subaru Impreza WRC 97           |
| 9  | 1997   | 53e Rallye de Grande-Bretagne | Royaume-Uni | Colin McRae    | Subaru Impreza WRC 97           |
| 10 | 1998   | 32e Rallye du Portugal        | Portugal    | Colin McRae    | Subaru Impreza WRC 98           |
| 11 | 1998   | 42e Tour de Corse             | France      | Colin McRae    | Subaru Impreza WRC 98           |
| 12 | 1998   | 45e Rallye de l'Acropole      | Grèce       | Colin McRae    | Subaru Impreza WRC 98           |
| 13 | 1999   | 47e Rallye Safari             | Kenya       | Colin McRae    | Ford Focus WRC                  |
| 14 | 1999   | 33e Rallye du Portugal        | Portugal    | Colin McRae    | Ford Focus WRC                  |
| 15 | 2000   | 36e Rallye de Catalogne       | Espagne     | Colin McRae    | Ford Focus WRC 00               |
| 16 | 2000   | 47e Rallye de l'Acropole      | Grèce       | Colin McRae    | Ford Focus WRC 00               |
| 17 | 2001   | 21e Rallye d'Argentine        | Argentine   | Colin McRae    | Ford Focus RS WRC 01            |
| 18 | 2001   | 29e Rallye de Chypre          | Chypre      | Colin McRae    | Ford Focus RS WRC 01            |
| 19 | 2001   | 48e Rallye de l'Acropole      | Grèce       | Colin McRae    | Ford Focus RS WRC 01            |
| 20 | 2002   | 49e Rallye de l'Acropole      | Grèce       | Colin McRae    | Ford Focus RS WRC 02            |
| 21 | 2002   | 50e Rallye Safari             | Kenya       | Colin McRae    | Ford Focus RS WRC 02            |